# Abatski rajon
Der Rajon Abatskoje (russisch Абатский район) ist ein Rajon in der Oblast Tjumen in Russland.

## Geographie
Der Rajon liegt im Südosten der Oblast Tjumen.

### Nachbarrajone
Der Rajon grenzt im Norden an die Rajone Sorokino und Wikulowo in der Oblast Tjumen, im Osten an den Rajon Krutinka und Südosten an den Rajon Nasywajewsk in der Oblast Omsk, im Süden an den Rajon Sladkowo und im Westen an den Rajon Ischim in der Oblast Tjumen. Verwaltungszentrum des Rajons ist das Dorf Abatskoje.

## Administrative Gliederung
| Dorfsowjets 1. Abatski Selsowjet 2. Bannikowski Selsowjet (Oblast Tjumen) 3. Boldyrewski Selsowjet (Oblast Tjumen) 4. Nasarowski Selsowjet (Oblast Tjumen) 5. Konewski Selsowjet (Oblast Tjumen) 6. Leninski Selsowjet (Oblast Tjumen) 7. Majski Selsowjet (Rajon Abatskoje) 8. Oschtschepkowski Selsowjet 9. Partisanski Selsowjet 10. Scherynski Selsowjet 11. Tuschnolobowski Selsowjet | Administratives Zentrum 1. Abatskoje |